# Heimdall

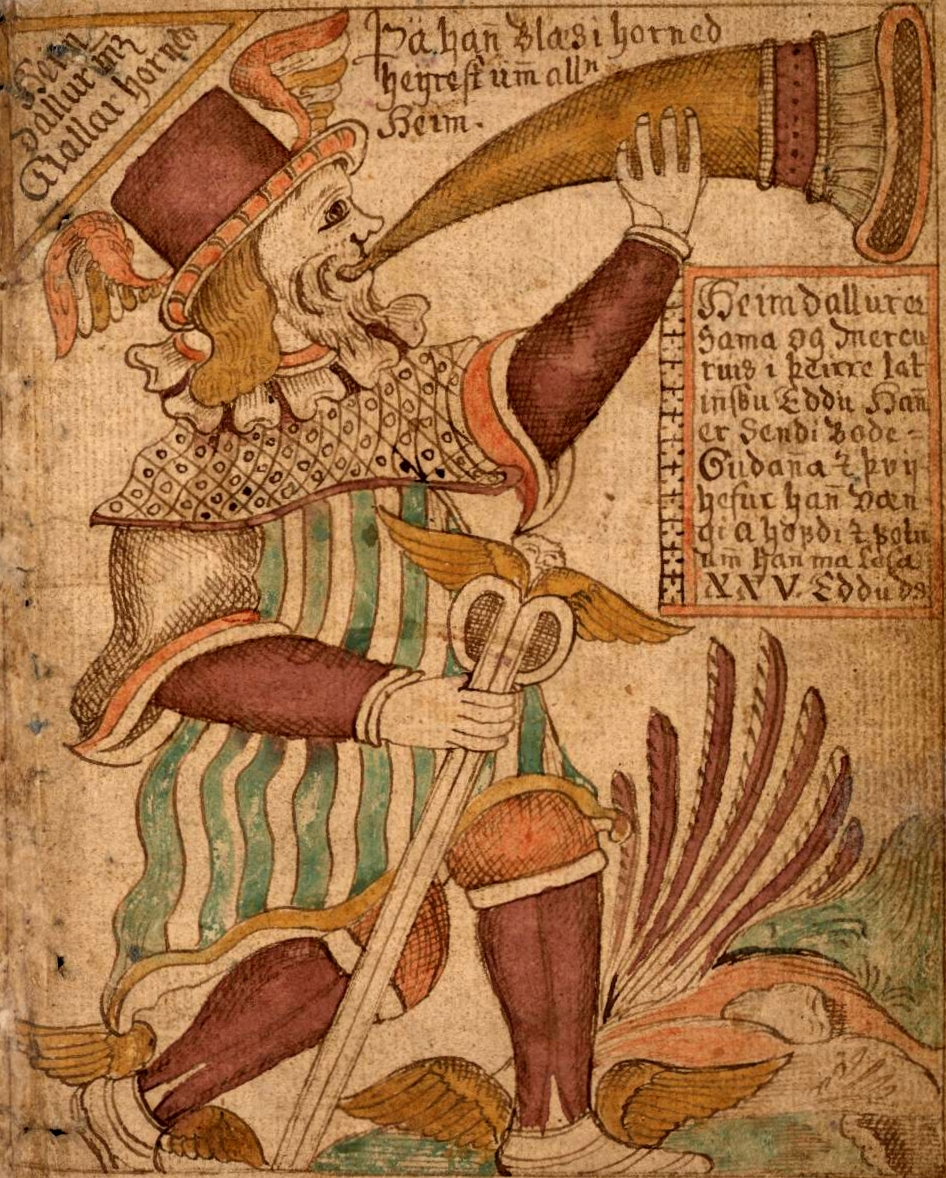
Heimdall mit dem Gjallarhorn. Aus einer isländischen Handschrift des 18. Jhs.

Heimdall (altnordisch Heimdallr, Heimdalr oder auch Heimdali) ist in der nordischen Mythologie ein Gott aus dem Göttergeschlecht der Asen, der als Wächter der Götter dargestellt wird.

## Etymologie
Die Etymologie des zweigliedrigen Namens ist umstritten. Bernhard Maier weist darauf hin, dass etymologische Deutungen von Heimdall in der Vergangenheit oft mit vorgefassten Meinungen zu seiner Funktion begründet waren und daher wenig überzeugend sind. Das erste Namensglied stammt von altnordisch heimr („Welt, Heimat“), die Herkunft des zweiten Glieds kann jedoch nicht genau bestimmt werden. Es könnte mit dalr („Tal, Bogen, Biegung“) oder mit dala („ganz, vollkommen“) zusammenhängen. Aus Vergleichen mit Wortgut aus anderen germanischen Idiomen, wie altenglisch deal („strahlend“) und gotisch dulþs („Fest“) schließt Rudolf Simek, dass eine annähernde Bedeutung des Namens als „der die Welt Beleuchtende“ zu vermuten ist.

## Mythos

### Herkunft
Heimdall wurde „am Rande der Erde geboren“, von neun Müttern, die neun Riesenschwestern sind.
„Heimdall ist der siebente, der weise Ase genannt.

Er ist gar groß und heilig; von ihm ist dies bekannt,

Wie wunderbar geboren er ward in Urzeit schon:

Neun Müttern war er Mage, neun Schwestern war er Sohn.

Ihn trugen neun der Schwestern, entstammt aus Riesenland,

Den friedeberühmten Asen, dort an der Erde Rand:

Gelf, Greif, Eistla, Urgeba, Wolfrun, Angeia, Sind,

Atla und Eisensaxa gebaren das Kind.“
Eine direkte, mythologische Entsprechung zu den Müttern findet man in den bezeugten neun Töchtern des Meerriesen Ägir: Angeyja „die Bedrängerin“, Atla „die Furchtbare“, Eistla „die rasch Dahinstürmende“, Eyrgjafa „die Sandspenderin“, Gjalp „die Brausende“, Greip „die Umkrallende“, Járnsaxa „die schneidende Kälte“, Imd „die Dunstige“ und Ulfrun „die Wölfische“. Die Neunzahl der Mütter wird häufig als die verschiedenen Meereswellen interpretiert.
Heimdall stammt also mindestens mütterlicherseits von den Riesen ab und wurde wohl auch von diesen aufgezogen. Das Hyndlalied führt weiter aus:
„Dieser war stark durch die Kraft der Erde, die kühle See und Schweineblut.“
Heimdall erhielt demnach einen Stärketrank, gemischt aus Erde, Meerwasser und Schweineblut.

### Stellung in der Götterwelt
Snorri Sturluson erwähnt Heimdall in der Gylfaginning. Danach ist Heimdall der Wächter der Götter und bewacht insbesondere die Brücke Bifröst (den Regenbogen), die von Midgard nach Asgard führt. Auf Grund seines Wächteramtes kommt er mit wenig Schlaf aus, hat ein ausgezeichnetes Gehör und scharfe Augen. Auch wird ihm ein goldenes Gebiss nachgesagt. Zudem wird er weise „wie sonst nur die Wanen“ genannt. Heilig sind ihm die Widder (altnordisch heimdali). Heimdall wohnt in Himinbjörg und reitet auf seinem Pferd Gulltopp. Das Gjallarhorn, das ‚schallende Horn‘, ist in seinem Besitz. Der Klang des Horns warnt zu Beginn der Ragnarök vor der Zeit, die den Untergang der Götter zur Folge hat.
Loki spottet in der Lokasenna über Heimdall und stellt diesen als elenden Wächter Asgards dar.
„Schweig Heimdall! Dir war in Urtagen

ein schlimmes Leben gegeben;

mit schmutzigem Rücken wirst du stets sein

und wachen als Wächter der Götter.“
In der alles entscheidenden Schlacht der Ragnarök kämpft Heimdall gegen Loki, sie töten sich gegenseitig.

### Abstammungsmythen
In der Völuspá wird Heimdall Vater aller Menschen genannt. In der kürzeren Seherinnenrede Völuspá in Skamma heißt es auch, dass er „sippenverwandt sämtlichem Volk“ sei. Diese Hinweise deuten auf eine Ethnogonie, sind jedoch zu dunkel, um zu belegen, dass Heimdall als Stammvater der Menschen anzusehen ist. Er soll als Rigr (und nach einer als widerlegt geltenden These Jacob Grimms als Irmin oder Iring) unter den Menschen gewandelt sein. Er gilt in der Rigsthula-Dichtung als Begründer der Stände. Zusammen mit Modiv zeugt er die Söhne Jarl „Fürst“, Karl „Bauer“ und Thrall „Knecht“. Die Rigsthula ist wahrscheinlich ein Lehrgedicht des ausgehenden Mittelalters und daher nicht mehr heidnisch. Die in ihr beschriebene Soziogonie sollte vermutlich im Sinne der damaligen Fürsten die Einführung einer monarchischen Standesgesellschaft erleichtern, könnte aber an obigem Abstammungsmythos anschließen.

## Rezeption
- Zahlreiche deutsche und skandinavische Musikgruppen, insbesondere in den Genres Viking Metal, Folk Metal und Pagan Metal, verwenden die Gestalt Heimdalls, das Gjallarhorn und andere Bezüge zu Heimdall in ihren Texten.
- Das vorgeschlagene Archaeenphylum „Heimdallarchaeota“ aus der Gruppe der Asgard-Archaeen soll nach Heimdall benannt werden.